# Estación de Parc/Park
La Estación de metro Parc (en francés) o Park (en neerlandés) es una estación de la red del metro de Bruselas, en Bélgica, que se localiza bajo el Parque de Bruselas, en el centro de la ciudad. Por ella pasan las líneas 1 y 5.

## Estación
La estación fue inaugurada el 17 de diciembre de 1969 como estación de premetro, y se convirtió en estación de metro propiamente dicha en 1976, dando servicio a las antiguas líneas 1A y 1B (actualmente, líneas 1 y 5). Tiene una sola entrada, que se encuentra dentro del recinto del parque, en la intersección entre la Rue Royale (Koningsstraat) y la Rue de la Loi (Wetstraat), dos de las calles más activas de la ciudad de Bruselas.

## Área

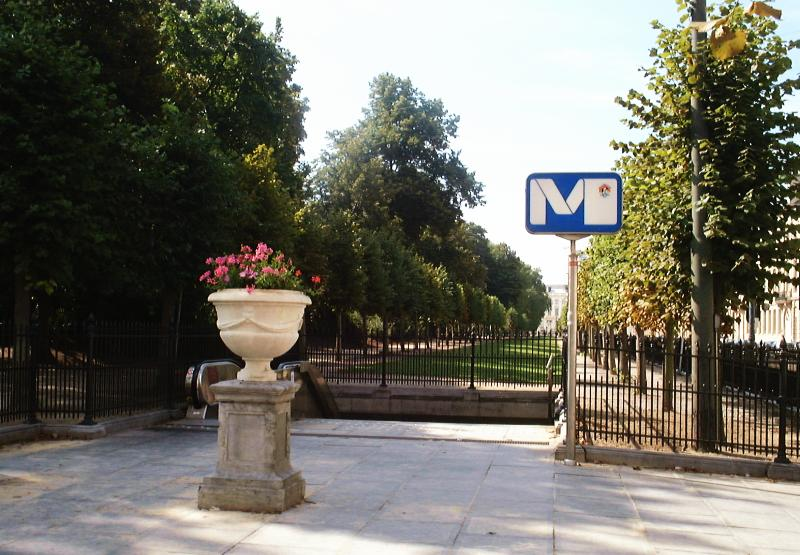
entrada a la estación.

Aparte del parque que da nombre a la estación, existen otros lugares de interés en su entorno: el Palacio Real de Bruselas, la residencia del Primer ministro de Bélgica, el Teatro Real del Parque, y la embajada de los Estados Unidos.

## Historia
Cuando se construyó la estación estaba prevista una nueva línea a lo largo de la Rue Royale. Con vistas a la construcción de esta nueva línea, se excavó un espacio mucho mayor del necesario para una simple estación. La línea de la Rue Royale se descartó poco después, y el espacio que se le hubiera dedicado alberga actualmente el centro de control de tráfico del metro de Bruselas.
El túnel entre las estaciones de Parc/Park y Arts-Loi/Kunst-Wet fue la primera sección del sistema de metro bruselense que se construyó con una tuneladora de escudo. Esto se hizo a modo de prueba, ya que la mayor parte del metro de la ciudad se ha construido excavando zanjas abiertas.